# Insubres

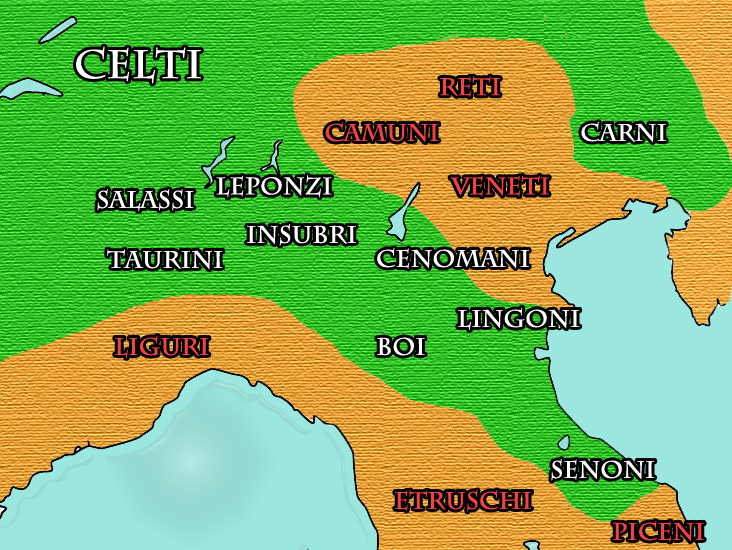
Gallia Cisalpina 391-192 v.Chr.

De Insubres waren een Gallische stam die in de 4e eeuw v.Chr. samen met de Senones, de Boii en Lingones Italië binnenvielen. Onder leiding van Brennus wisten zij de Romeinen een zware nederlaag toe te brengen.
Nadat de Keltische stammen van Rome waren weggetrokken vestigden de Insubres zich in het gebied van het huidige Milaan.
Aan het eind van de 3e eeuw v.Chr. vonden er enkele oorlogen plaats tussen Rome en de Insubres. In 222 v.Chr. werden de Insubres verslagen en werd hun stad ingenomen en herdoopt tot Mediolanum (Milaan). Hun aanvoerder Vertomarus werd gedood. 
Tijdens de opmars naar Italië van de Carthaagse veldheer Hannibal enkele jaren later, sloten de Insubres zich bij hem aan en kwamen in opstand tegen Rome. Tijdens de Slag bij de Metaurus in 207 v.Chr. boekten de Romeinen een zeldzame overwinning op de Carthagers in Italië en werden in het bijzonder hun weinig effectieve Gallische bondgenoten door de Romeinen afgeslacht. In 199 v.Chr., toen Hannibal alweer weg was, slaagden ze er nog in een legioen onder leiding van Gnaeus Baebius Tamphilus te verslaan, maar in 197 v.Chr. viel het doek definitief voor de Insubres.

## Primaire bronnen
- Polybius, Historia
- Titus Livius, Ab urbe condita

Gallia Cisalpina:
Anares · Beluni · Boii · Carni · Caturiges · Cenomani · Ceutrones · Insubres · Lepontii · Libici · Lingones · Nerusi · Salassi · Segusani · Suetri · Taurini · Vedianti

Gallia Transalpina:
Aedui · Albici · Allobroges · Ambarri · Ambiani · Andecavi · Arecomici · Atrebati · Aulerci Cenomani · Aulerci Diablintes · Aulerci Eburovices · Arverni · Baiocasses · Bellovaci · Bituriges Cubi · Bituriges Vivisci · Cadurci · Caleti · Carnutes · Catalauni · Caturiges · Cavares · Cenomani · Centrones · Cetrones · Commoni · Condrusi · Coriosolitae · Durocasses · Eciates · Eleuteti · Gabali · Garocelli · Geidumni · Grudii · Helvetii · Helvii · Lemovices · Leuci · Levaci · Lexovii · Lingones · Mandubii · Mediomatrici · Medulli · Menapii · Morini · Namnetes · Nantuates · Nerviërs · Nitiobriges · Osismii · Parisii · Petrocorii · Pictones · Pleumoxii · Redones · Remi · Ruteni · Salluviërs · Santones · Segni · Segovellauni · Segusiavi · Senones · Sequani · Silvanectes · Sordones · Suessiones · Tectosages · Tigurini ·  Tougener · Treveri · Tricasses · Tricastini · Turones ·  Veliocasses · Vellavi · Venelli · Veneti · Viducasses · Viromandui · Vocontii · Volcae Arecomici · Volcae Tectosages · Vivisci